# Novi Șompolî, Odesa
Novi Șompolî (în ucraineană Нові Шомполи) este un sat în comuna Krasnosilka din raionul Odesa, regiunea Odesa, Ucraina.

## Demografie
Componența lingvistică a localității Novi Șompolî
     Ucraineană (83,11%)
     Rusă (15,94%)
     Alte limbi (0,95%)
Conform recensământului din 2001, majoritatea populației localității Novi Șompolî era vorbitoare de ucraineană (83,11%), existând în minoritate și vorbitori de rusă (15,94%).